# Denise Bellon
Denise Bellon (París, 20 de setembre de 1902 - París, 31 d'octubre de 1999), nascuda com a Denise Hulmann, fou una fotògrafa francesa, mare de la directora de cinema bascofrancesa Yannick Bellon.

## Biografia i trajectòria professional
Estudià psicologia a la Sorbona i cap al 1920 va conèixer al futur magistrat Jacques Bellon, amb qui, posteriorment, acabaria casant-se i tenint dues filles, Yannick el 1924 i Loleh el 1925. Després de separar-se de Jacques Bellon el 1934, Denise descobreix la fotografia de la mà de Pierre Boucher. Esdevé una pionera de la fotografia de premsa i s'uneix a Alliance Photo, agència de premsa creada el 1934 per Maria Eisner i de la qual també van formar part David Seymour, Robert Capa, i Lassère. Les seves fotografies s'han publicat en moltes revistes com Art et médecine, Arts et métiers graphiques, Coronet, Lilliput, Paris-Magazine, Plaisirs de France, Vu entre d'altres.
El 1936 produeix una sèrie de reportatges al Marroc a través dels quals capta diferents aspectes de la vida quotidiana. Participa en l'Exposition Intemationale de la Photographie Contemporaine. El 1938 es dedica a fotografiar els maniquins de les Exposition International du Surrealisme, i pren contacte amb el cercle dels surrealistes a París. En 1940 abandona París i entre 1946 i 1956, en que retorna a la capital francesa, Denise Bellon es trasllada a Montpeller, mentre manté freqüents viatges a París. Durant aquesta època va fer retrats de personatges com Joseph Delteil, Joe Bousquet, Jean Giono, André Masson, Simone de Beauvoir, Balmain o Henri Langlois. Es dedicà a documentar fotogràficament les exposicions del grup celebrades en els anys 1947, 1959 i 1965. Abans de l'esclat de la Segona Guerra Mundial va realitzar un reportatge sobre l'Àfrica occidental francesa al costat de Georges Kesse. L'octubre de 1999 mentre resideix a París es produeix la seva defunció.
El 1980, tot el seu fons fotogràfic el diposita al despatx de la seva filla Yannick Bellon, en Films de L'Equinoxe, a la Galerìa Vero-Dodat, al centre de París. Les seves darreres fotografies constitueixen un document gràfic de la construcció de l'Estació de París-Montparnasse, el barri on va viure fins a la seva mort, el 1999.
L'any 2001 es va estrenar una pel·lícula Li souvenir d'un avenir, sobre la vida i obra de Denise Bellon, que va realitzar la seva filla Yannick Bellon juntament amb Chris Marker.